# Saint-Dizier-la-Tour
Pour les articles homonymes, voir Saint-Dizier (homonymie).
Saint-Dizier-la-Tour est une commune française située dans le département de la Creuse, en région Nouvelle-Aquitaine.

## Géographie

### Généralités

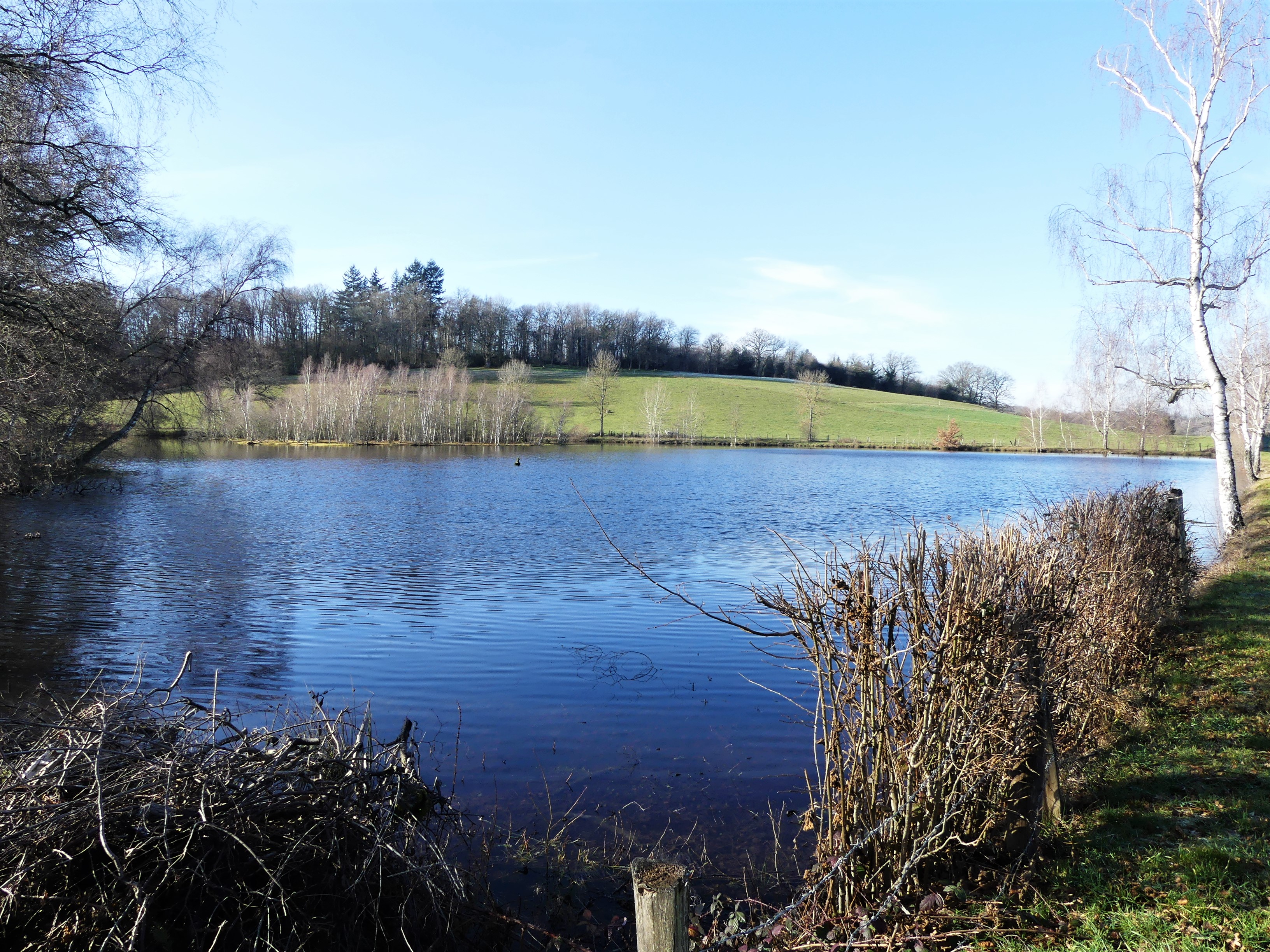
Étang alimenté par la Goze à Saint-Dizier-la-Tour, le long de la route départementale 990.

Dans le quart nord-est du département de la Creuse, la commune de Saint-Dizier-la-Tour s'étend sur 16,99 km2. Elle est arrosée par la Goze, affluent de la Voueize et par le Verraux, affluent de la Petite Creuse.
L'altitude minimale avec 444 mètres se trouve localisée au nord en deux endroits différents, au nord du lieu-dit Ponty, là où le Verraux quitte la commune, et au nord du lieu-dit les Lusseix, là où la Goze quitte la commune, les deux cours d'eau entrant sur le territoire communal de Gouzon. L'altitude maximale avec 554 mètres est située au sud-ouest, en limite de la commune de Saint-Pardoux-les-Cards, au sud-est du château de la Faye.
À l'écart des routes principales, le bourg de la Tour, où est implantée la mairie, est situé, en distances orthodromiques, 21 kilomètres au nord d'Aubusson, la sous-préfecture, et 22 kilomètres à l'est de Guéret, la préfecture. Le bourg de Saint-Dizier se trouve un kilomètre et demi au sud-sud-est de celui de la Tour.
Le territoire communal est desservi par les routes départementales 7, 50, 65 et 990. L'ouest de la commune est traversé par la ligne ferroviaire de Montluçon à Saint-Sulpice-Laurière dont les gares les plus proches par la route sont celles de Parsac – Gouzon, à sept kilomètres au nord de la mairie, et de Busseau-sur-Creuse, à douze kilomètres à l'ouest-sud-ouest.

### Communes limitrophes
Saint-Dizier-la-Tour est limitrophe de six autres communes.
|         | Parsac-Rimondeix        | Gouzon         |
| Cressat | Saint-Dizier-la-Tour    | Saint-Chabrais |
|         | Saint-Pardoux-les-Cards | Chénérailles   |

### Climat
Pour des articles plus généraux, voir Climat de la Nouvelle-Aquitaine et Climat de la Creuse.
Historiquement, la commune est exposée à un climat montagnard.  
En 2020, Météo-France publie une typologie des climats de la France métropolitaine dans laquelle la commune est exposée à un climat de montagne et est dans la région climatique  Ouest et nord-ouest du Massif Central, caractérisée par une pluviométrie annuelle de 900 à 1 500 mm, maximale en automne et en hiver.
Pour la période 1971-2000, la température annuelle moyenne est de 10,5 °C, avec une amplitude thermique annuelle de 15,3 °C. Le cumul annuel moyen de précipitations est de 966 mm, avec 12,2 jours de précipitations en janvier et 7,8 jours en juillet. Pour la période 1991-2020, la température moyenne annuelle observée sur la station météorologique la plus proche, située sur la commune d'Aubusson à 21 km à vol d'oiseau, est de 10,1 °C et le cumul annuel moyen de précipitations est de 939,1 mm,. Pour l'avenir, les paramètres climatiques de la commune estimés pour 2050 selon différents scénarios d'émission de gaz à effet de serre sont consultables sur un site dédié publié par Météo-France en novembre 2022.

## Urbanisme

### Typologie
Au 1er janvier 2024, Saint-Dizier-la-Tour est catégorisée commune rurale à habitat très dispersé, selon la nouvelle grille communale de densité à 7 niveaux définie par l'Insee en 2022.
Elle est située hors unité urbaine. Par ailleurs la commune fait partie de l'aire d'attraction de Guéret, dont elle est une commune de la couronne,. Cette aire, qui regroupe 72 communes, est catégorisée dans les aires de moins de 50 000 habitants,.

### Occupation des sols
L'occupation des sols de la commune, telle qu'elle ressort de la base de données européenne d’occupation biophysique des sols Corine Land Cover (CLC), est marquée par l'importance des territoires agricoles (90,4 % en 2018), une proportion identique à celle de 1990 (90,4 %). La répartition détaillée en 2018 est la suivante : 
zones agricoles hétérogènes (45,3 %), prairies (45 %), forêts (9 %), eaux continentales (0,6 %), terres arables (0,1 %). L'évolution de l’occupation des sols de la commune et de ses infrastructures peut être observée sur les différentes représentations cartographiques du territoire : la carte de Cassini (XVIIIe siècle), la carte d'état-major (1820-1866) et les cartes ou photos aériennes de l'IGN pour la période actuelle (1950 à aujourd'hui).

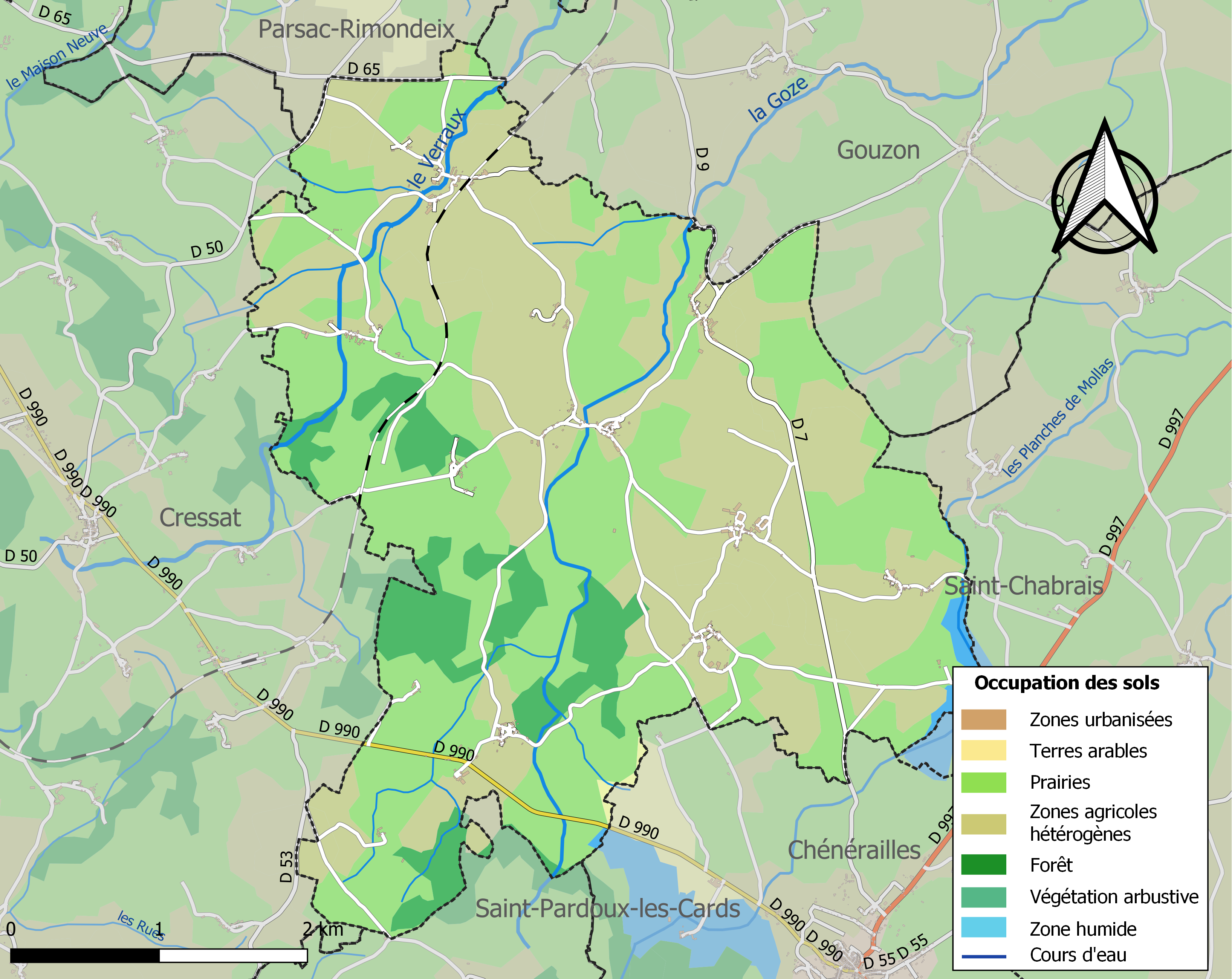
Carte des infrastructures et de l'occupation des sols de la commune en 2018 (CLC).

### Risques majeurs
Le territoire de la commune de Saint-Dizier-la-Tour est vulnérable à différents aléas naturels : météorologiques (tempête, orage, neige, grand froid, canicule ou sécheresse) et séisme (sismicité faible). Il est également exposé à un risque particulier : le risque de radon. Un site publié par le BRGM permet d'évaluer simplement et rapidement les risques d'un bien localisé soit par son adresse soit par le numéro de sa parcelle.

#### Risques naturels

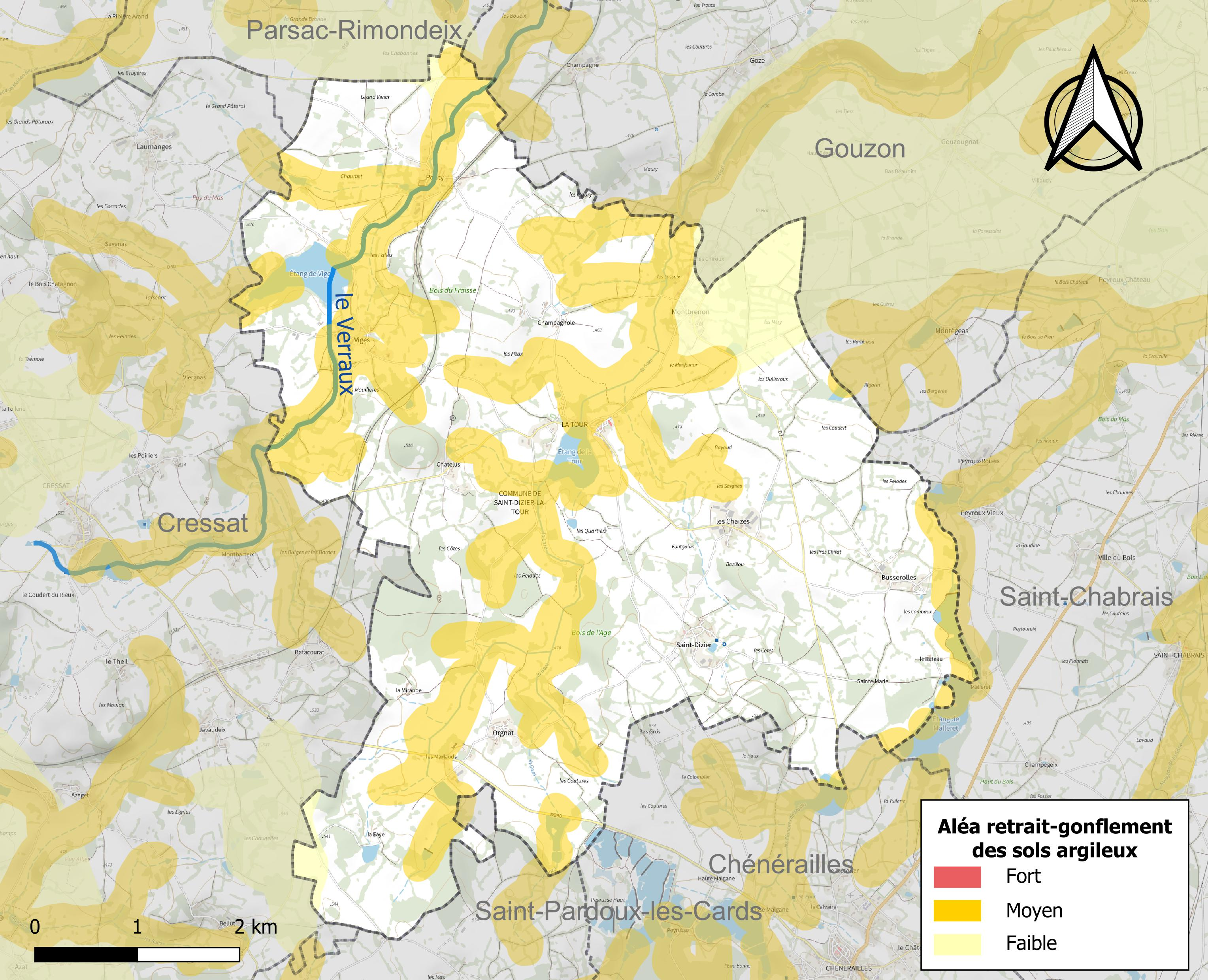
Carte des zones d'aléa retrait-gonflement des sols argileux de Saint-Dizier-la-Tour.

Le retrait-gonflement des sols argileux est susceptible d'engendrer des dommages importants aux bâtiments en cas d’alternance de périodes de sécheresse et de pluie. 33,4 % de la superficie communale est en aléa moyen ou fort (33,6 % au niveau départemental et 48,5 % au niveau national). Sur les 156 bâtiments dénombrés sur la commune en 2019, 44 sont en aléa moyen ou fort, soit 28 %, à comparer aux 25 % au niveau départemental et 54 % au niveau national. Une cartographie de l'exposition du territoire national au retrait gonflement des sols argileux est disponible sur le site du BRGM,.
Par ailleurs, afin de mieux appréhender le risque d’affaissement de terrain, l'inventaire national des cavités souterraines permet de localiser celles situées sur la commune.
La commune a été reconnue en état de catastrophe naturelle au titre des dommages causés par les inondations et coulées de boue survenues en 1982 et 1999. Concernant les mouvements de terrains, la commune a été reconnue en état de catastrophe naturelle au titre des dommages causés par des mouvements de terrain en 1999.

#### Risque particulier
Dans plusieurs parties du territoire national, le radon, accumulé dans certains logements ou autres locaux, peut constituer une source significative d’exposition de la population aux rayonnements ionisants. Certaines communes du département sont concernées par le risque radon à un niveau plus ou moins élevé. Selon la classification de 2018, la commune de Saint-Dizier-la-Tour est classée en zone 3, à savoir zone à potentiel radon significatif.

## Histoire
Saint-Dizier-la-Tour est une commune essentiellement rurale, constituée de deux anciennes communes, la Tour-Saint-Austrille et Saint-Dizier, réunies en 1848.
Son territoire est traversé par deux gros ruisseaux, la Goze et le Verraux, et deux voies gallo-romaines reliant Ahun à Gouzon. Sur les rives de la Goze, on trouve les restes de nombreuses implantations romaines, villas munies d’étangs.
La-Tour-Saint-Austrille est citée en 957 et 958 dans deux actes du cartulaire de Saint-Étienne de Limoges, concernant la fondation du prieuré de la Tour-Saint-Austrille, dont les biens englobaient le bourg de la Tour, et les villages de Châtelus et Champagnole. De 957 à 1095, ce prieuré appartenait à l’évêque de Limoges, qui le céda à l’abbaye du Bourgdieu à Déols en 1095. Avant 1212, les moines avaient créé des églises au bourg de la Tour et à celui de Saint-Dizier, en plus de la chapelle Saint-Austrille du prieuré. En effet une bulle du pape Innocent III, datée de 1212, confirme à l’abbaye de Déols la possession du prieuré et de ces églises. Celle de la Tour-Saint-Austrille était dédiée à Saint-Michel. Le prieuré n’avait probablement plus de moines dès le XVe siècle, mais un prieur qui percevait les droits, et la dîme jusqu’à la Révolution.
Par ailleurs la seigneurie de la Tour-Saint-Austrille, qui appartenait à la famille de Brosse en 957, s’est transmise, de 1200 à 1609 à divers membres de la famille de Déols, branche de Preuilly. En 1609, Claude du Puy, veuve de Loys Chasteignier, Seigneur d'Abain, Chantemille, la Tour-Saint-Austrille, l'a vendue à François Mérigot, seigneur de Sainte-Feyre pour 18 000 livres.
Le prieuré et la seigneurie exerçaient leurs pouvoirs sur de nombreux villages des paroisses voisines. La plus proche était celle de Saint-Dizier, qui encerclait celle de la Tour. Saint-Dizier était un fief, lieu de rapport, aussi bien pour le prieuré que pour la seigneurie de la Tour. Mais  jusqu’à la Révolution, les seigneurs de Villemonteix, Orgnat, Vidignat, Malleret, Haute-Faye, les religieux des Ternes, ceux de Bonlieu, la vicairie de Sainte-Catherine d’Etansannes, pour les principaux, percevaient des droits sur les deux paroisses.
La paroisse de Saint-Dizier était constituée du bourg de Saint-Dizier et des villages de Montbrenon, Busserolles, les Chaises, Vige, Ponty et Orgnat, et quelques villages aujourd’hui disparus : les Olliers, Gravayoux.
La seigneurie de la Tour-Saint-Austrille appartenait à la puissante et lointaine famille de Déols, mais sur place existaient de petites seigneuries dotées d’un château : le Mas de la Tour, ainsi qu’Orgnat, et la Faye à Saint-Dizier.
Ces domaines seigneuriaux s’étaient établis à l’emplacement des villas romaines, alors que les paysans se partageaient des terrains éparpillés, ainsi que l’usage des communaux, dont certains étaient immenses.
À la Révolution, les domaines appartenant à des abbayes ont été vendus comme biens nationaux.
Il faudra tout le XIXe siècle pour changer la physionomie de la commune. Dans certains villages, les ventes de communaux ont chassé les plus pauvres. Dans d’autres, leur partage par amodiation a transformé d’immenses chaumes en une mosaïque de minuscules terrains.
Beaucoup d’hommes partaient comme maçons, et l’arrivée du train, en 1869, rendra cet exil définitif, en permettant aux familles de les rejoindre. Le train permettra aux paysans d'exporter leurs productions vers les grandes agglomérations, et de sortir de la pauvreté.
C'est alors que les maisons à deux ouvertures seront remplacées par ces belles « maisons de maçons » qui forment l'essentiel des villages.

## Politique et administration

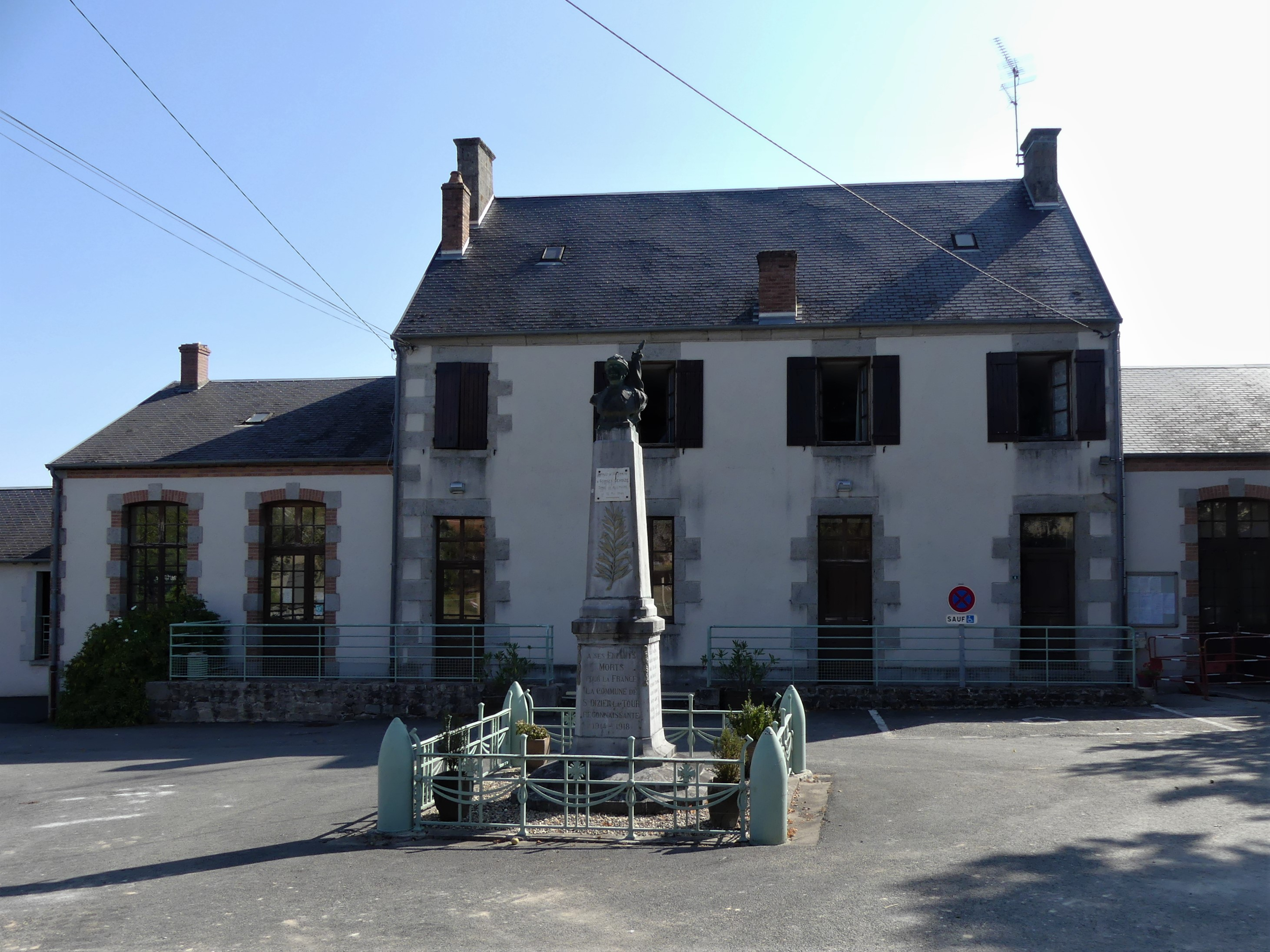
La mairie en 2022.

| Période                                  | Période  | Identité         | Étiquette    | Qualité                                                  |
| ---------------------------------------- | -------- | ---------------- | ------------ | -------------------------------------------------------- |
| Les données manquantes sont à compléter. |          |                  |              |                                                          |
|                                          |          |                  |              |                                                          |
| 1879                                     | 1908     | Jean Meaume      |              |                                                          |
|                                          |          |                  |              |                                                          |
| 1959                                     | 1983     | Pierre Lavédrine | UDR puis RPR | Conseiller général du canton de Chénérailles (1970-1994) |
|                                          |          |                  |              |                                                          |
| mars 2001                                | mai 2020 | Odylle Turpinat  | DVD          | Retraitée                                                |
| mai 2020                                 | En cours | Jacques Cordier  |              |                                                          |

## Démographie
L'évolution du nombre d'habitants est connue à travers les recensements de la population effectués dans la commune depuis 1793. Pour les communes de moins de 10 000 habitants, une enquête de recensement portant sur toute la population est réalisée tous les cinq ans, les populations de référence des années intermédiaires étant quant à elles estimées par interpolation ou extrapolation. Pour la commune, le premier recensement exhaustif entrant dans le cadre du nouveau dispositif a été réalisé en 2005.

En 2022, la commune comptait 180 habitants, en évolution de −15,89 % par rapport à 2016 (Creuse : −3,32 %, France hors Mayotte : +2,11 %).
| 1793 | 1800 | 1806 | 1821 | 1831 | 1836 | 1841 | 1846 | 1851 |
| ---- | ---- | ---- | ---- | ---- | ---- | ---- | ---- | ---- |
| 464  | 470  | 499  | 477  | 583  | 609  | 608  | 631  | 786  |

| 1856 | 1861 | 1866 | 1872 | 1876 | 1881 | 1886 | 1891 | 1896 |
| ---- | ---- | ---- | ---- | ---- | ---- | ---- | ---- | ---- |
| 721  | 705  | 721  | 711  | 668  | 670  | 654  | 678  | 644  |

| 1901 | 1906 | 1911 | 1921 | 1926 | 1931 | 1936 | 1946 | 1954 |
| ---- | ---- | ---- | ---- | ---- | ---- | ---- | ---- | ---- |
| 616  | 616  | 581  | 526  | 501  | 484  | 453  | 438  | 412  |

| 1962 | 1968 | 1975 | 1982 | 1990 | 1999 | 2005 | 2006 | 2010 |
| ---- | ---- | ---- | ---- | ---- | ---- | ---- | ---- | ---- |
| 408  | 370  | 321  | 276  | 234  | 228  | 232  | 235  | 219  |

| 2015 | 2020 | 2022 | - | - | - | - | - | - |
| ---- | ---- | ---- | - | - | - | - | - | - |
| 217  | 186  | 180  | - | - | - | - | - | - |

## Culture locale et patrimoine

### Lieux et monuments

#### Patrimoine civil
- Mottes castrales de la Tour-Saint-Austrille : trois mottes castrales datant des environs de l'an Mil, dont deux très bien conservées. Ces mottes, fouillées en 1865, ont livré d'importants vestiges : armes et outils. Les tours qui les surmontaient avaient été brûlées, probablement au XIVe siècle. Dégagé et mis en valeur en 2012, le site est maintenant ouvert au public. Ces mottes sont inscrites au titre des monuments historiques depuis 2020[22].
- Le château d'Orgnat.
- Le château de la Faye des XVe et XVIIe siècles, inscrit partiellement en 1995 au titre des monuments historiques[23].
- Étangs de Viges et de la Tour.

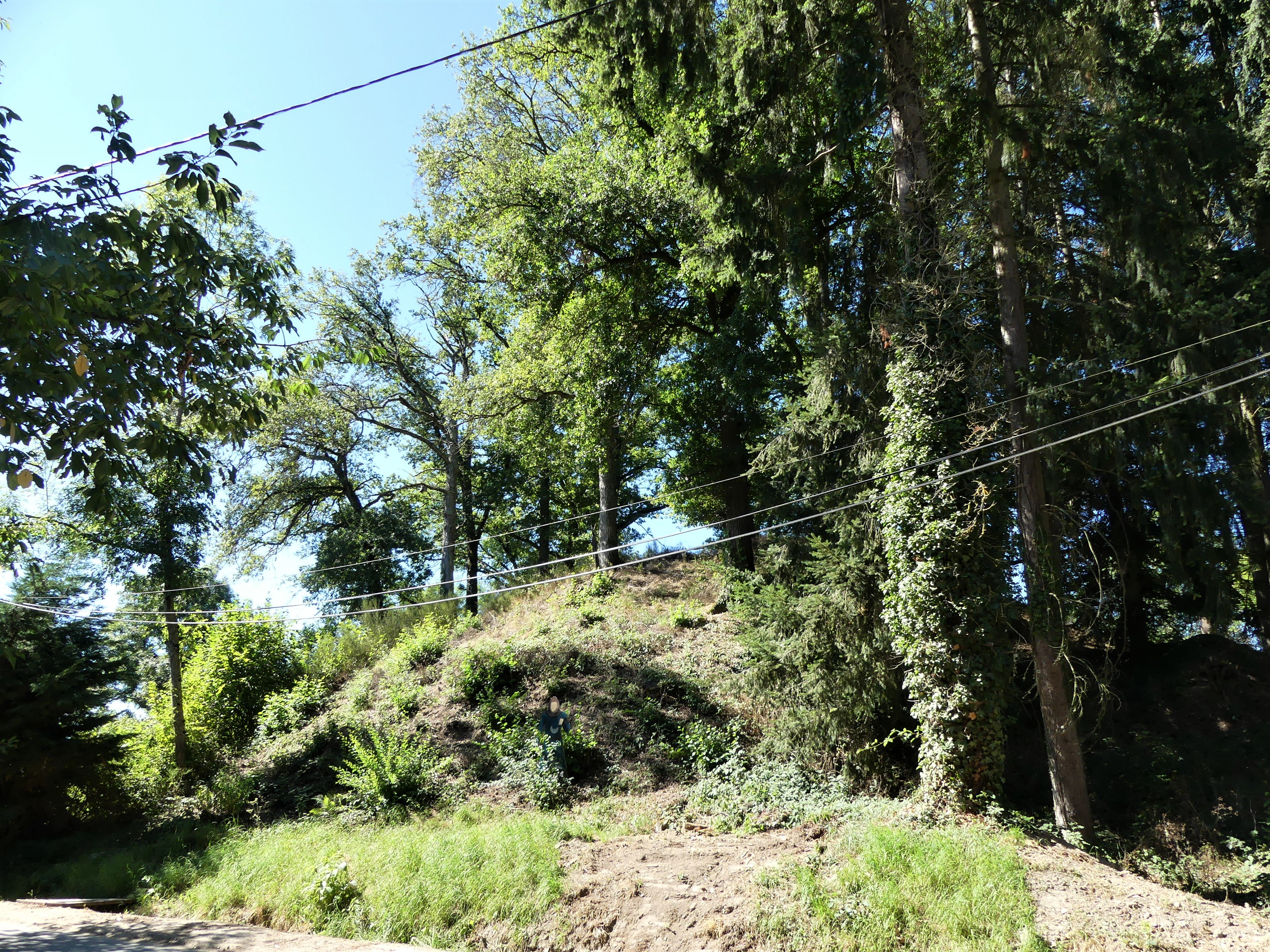
La grande motte castrale.
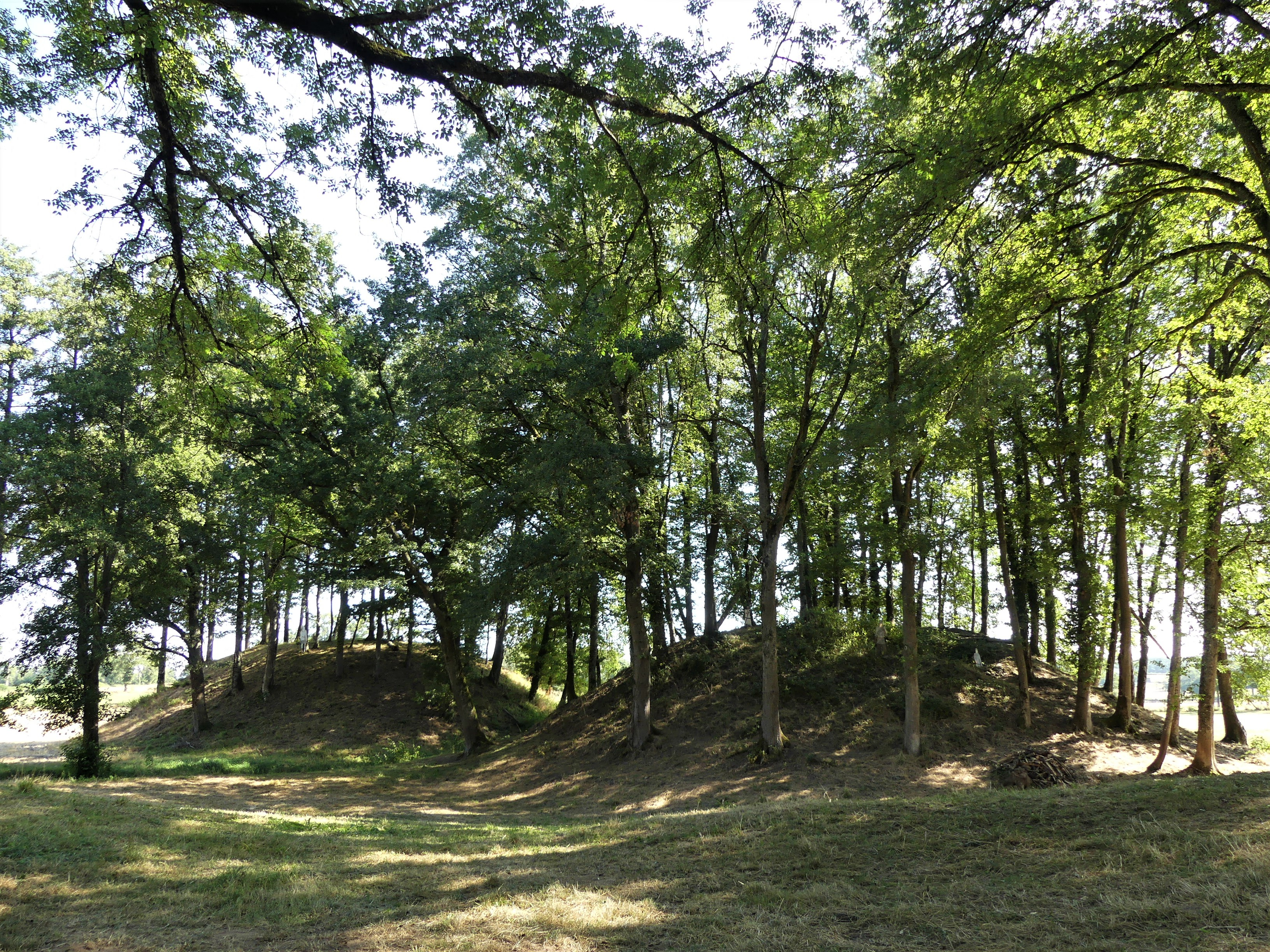
Les deux petites mottes jumelées.
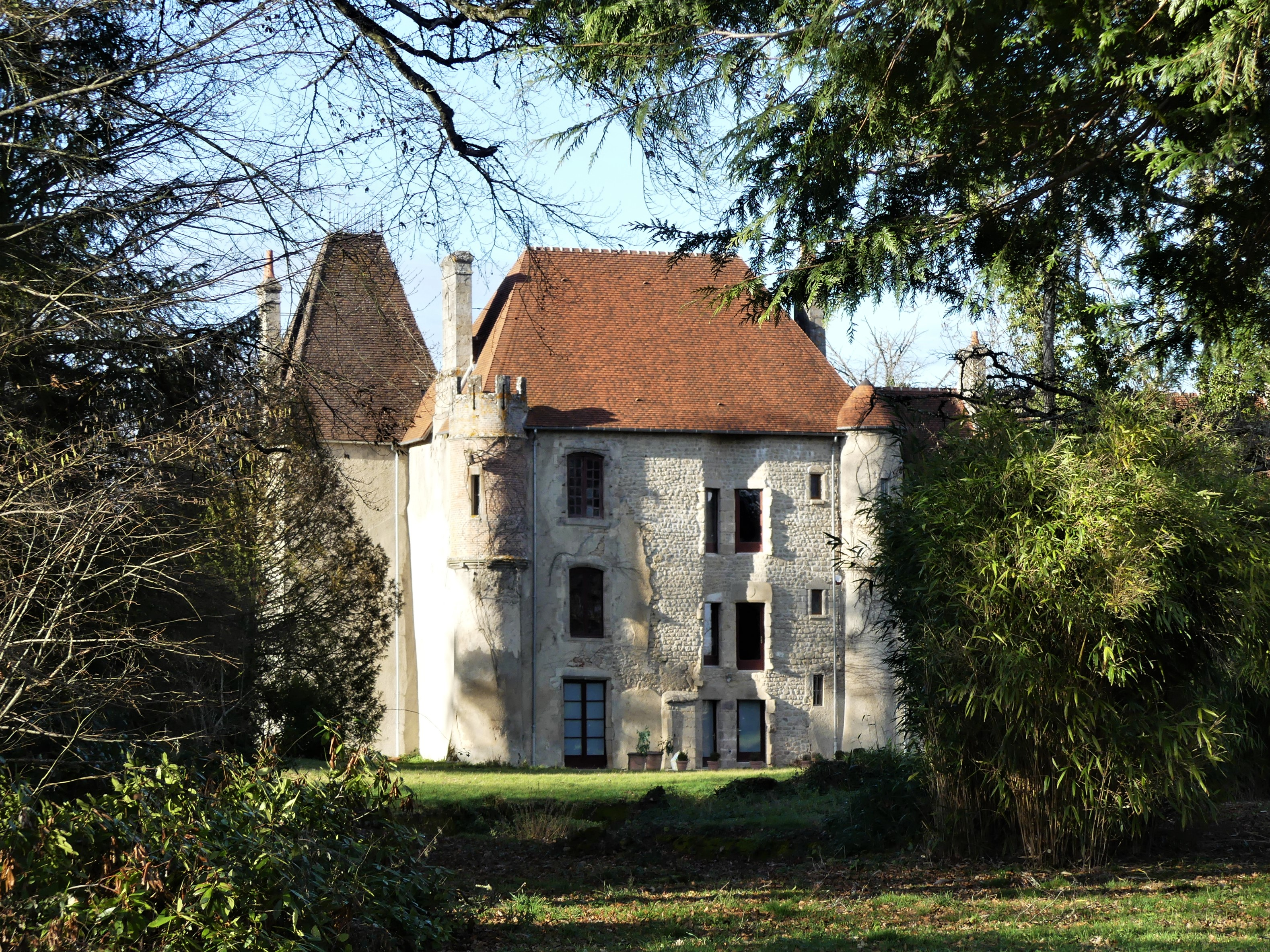
Le château d'Orgnat.
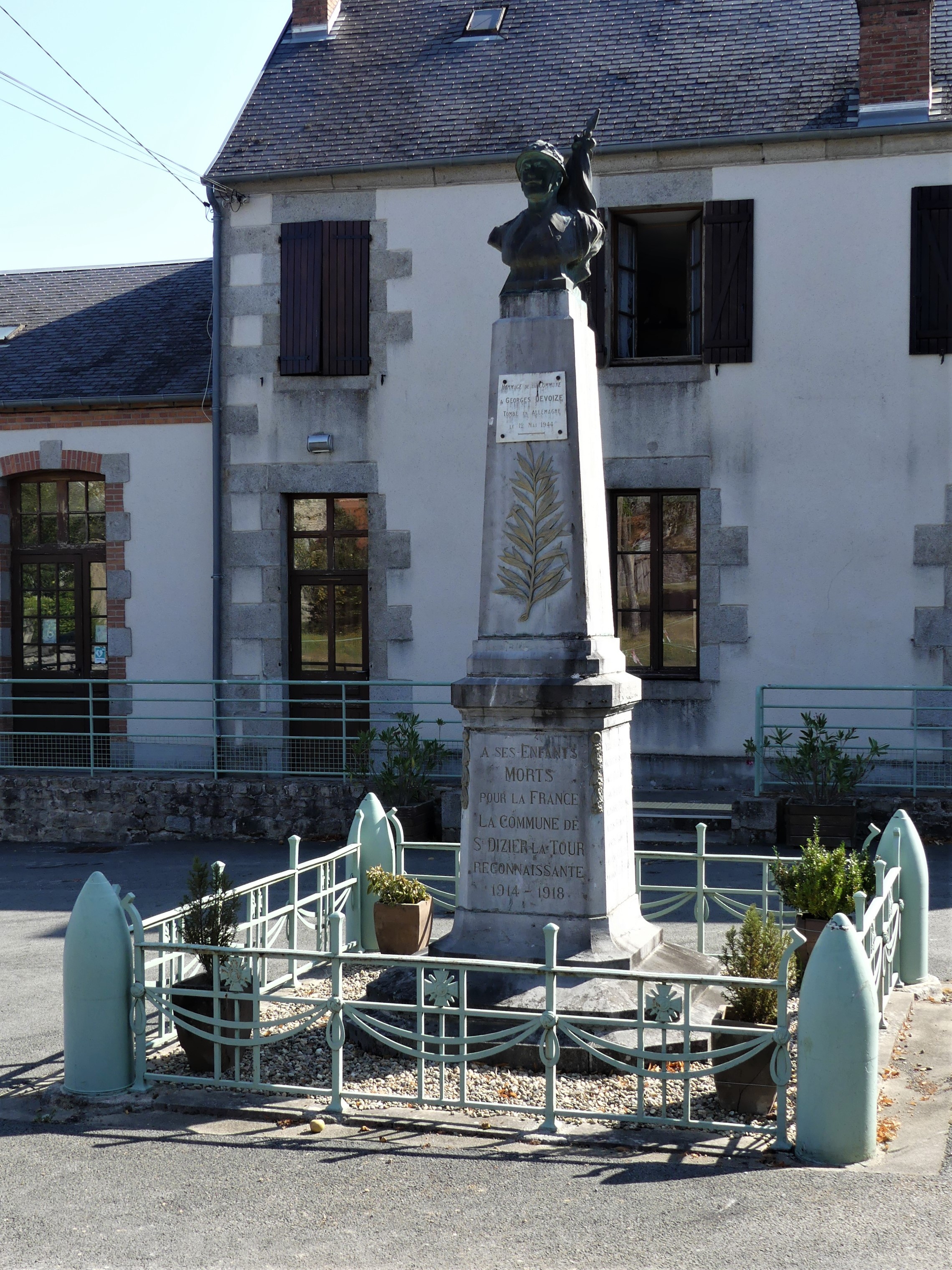
Le monument aux morts.
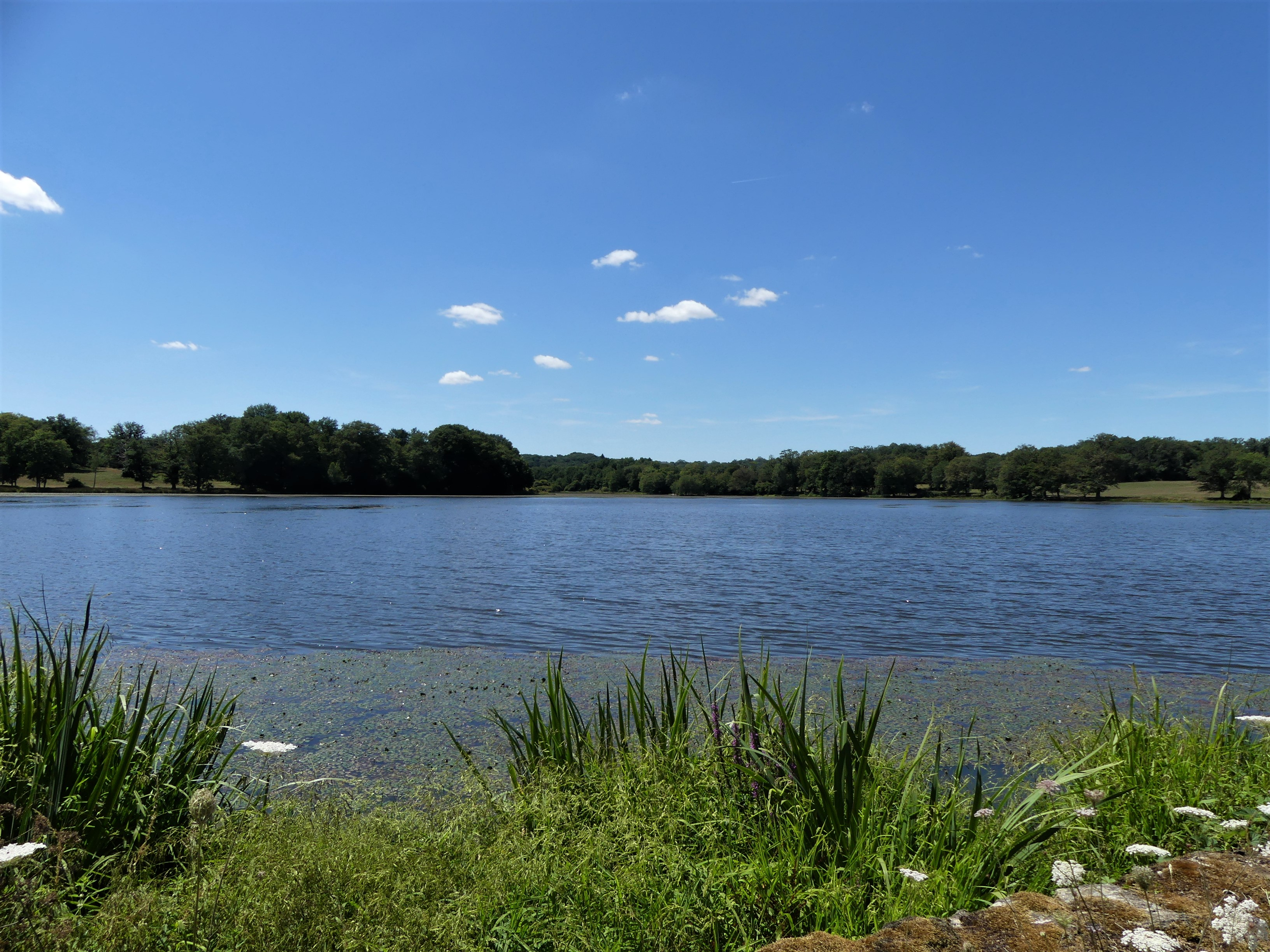
L'étang de Viges.
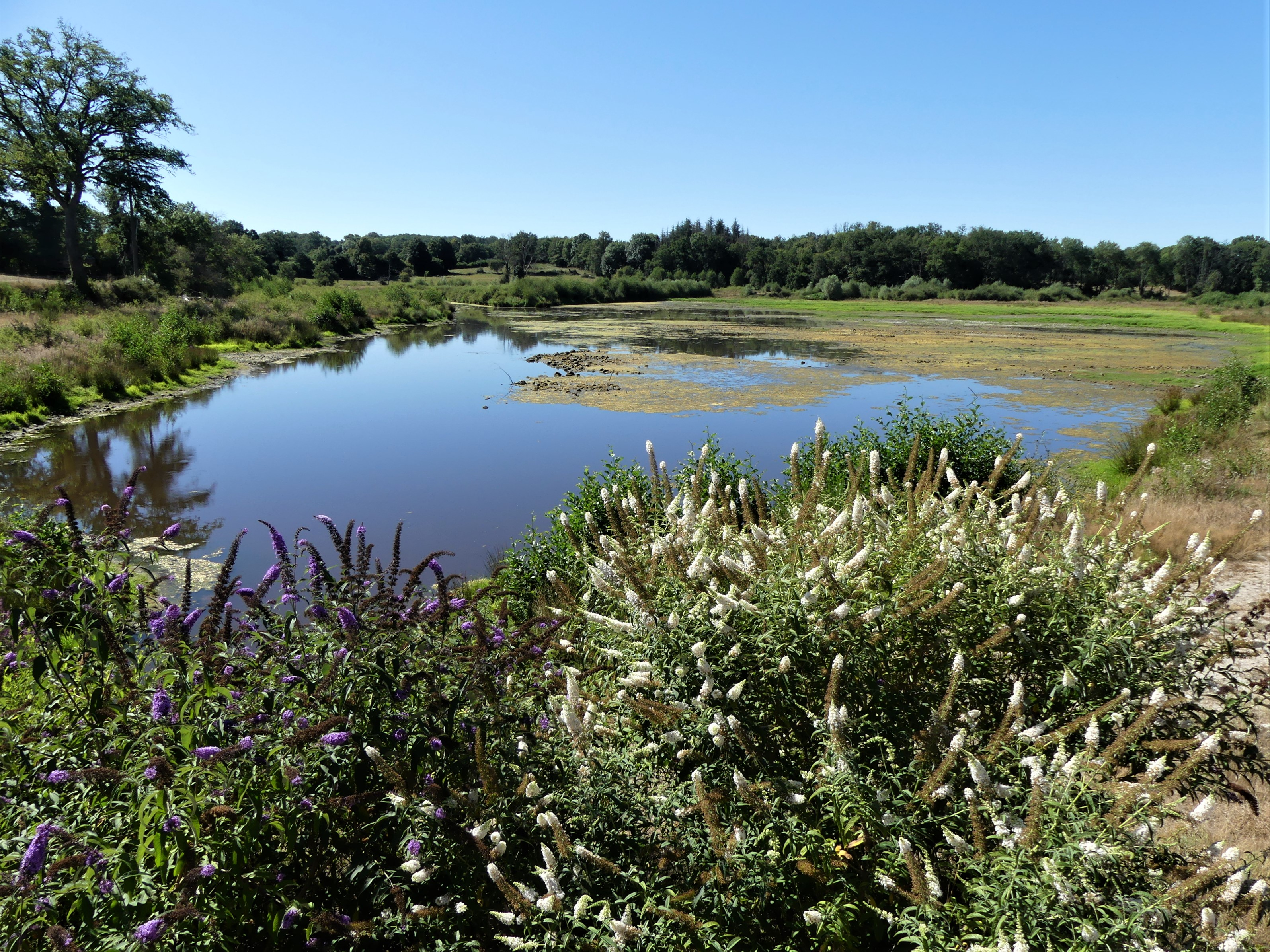
L'étang de la Tour.

#### Patrimoine religieux
- L'eglise Saint-Blaise-Saint-Dizier de Saint-Dizier ou église Saint-Dizier-et-Saint-Blaise de Saint-Dizier — dont l'intérieur porte des peintures de 1650-1680 — ainsi que la croix située sur son parvis, sont inscrites au titre des monuments historiques depuis 2004[24]. L'édifice recèle un ensemble formé par le maître-autel et son retable, datant du XVIIe – XVIIIe siècle, inscrit au titre des monuments historiques en 1977[25], une sculpture du XVIIe siècle en bois polychrome également inscrite en 1977, représentant la Vierge de Pitié[26], et un bras-reliquaire en bois doré du XVIIe – XVIIIe siècle inscrit en 2008[27].
- L'église (ou la chapelle) Saint-Michel de la Tour-Saint-Austrille recèle trois sculptures du XVIIIe siècle en bois polychrome inscrites au titre des monuments historiques en 2008, représentant la Vierge de Pitié[28], saint Jean-Baptiste[29] et saint Michel terrassant le démon[30].

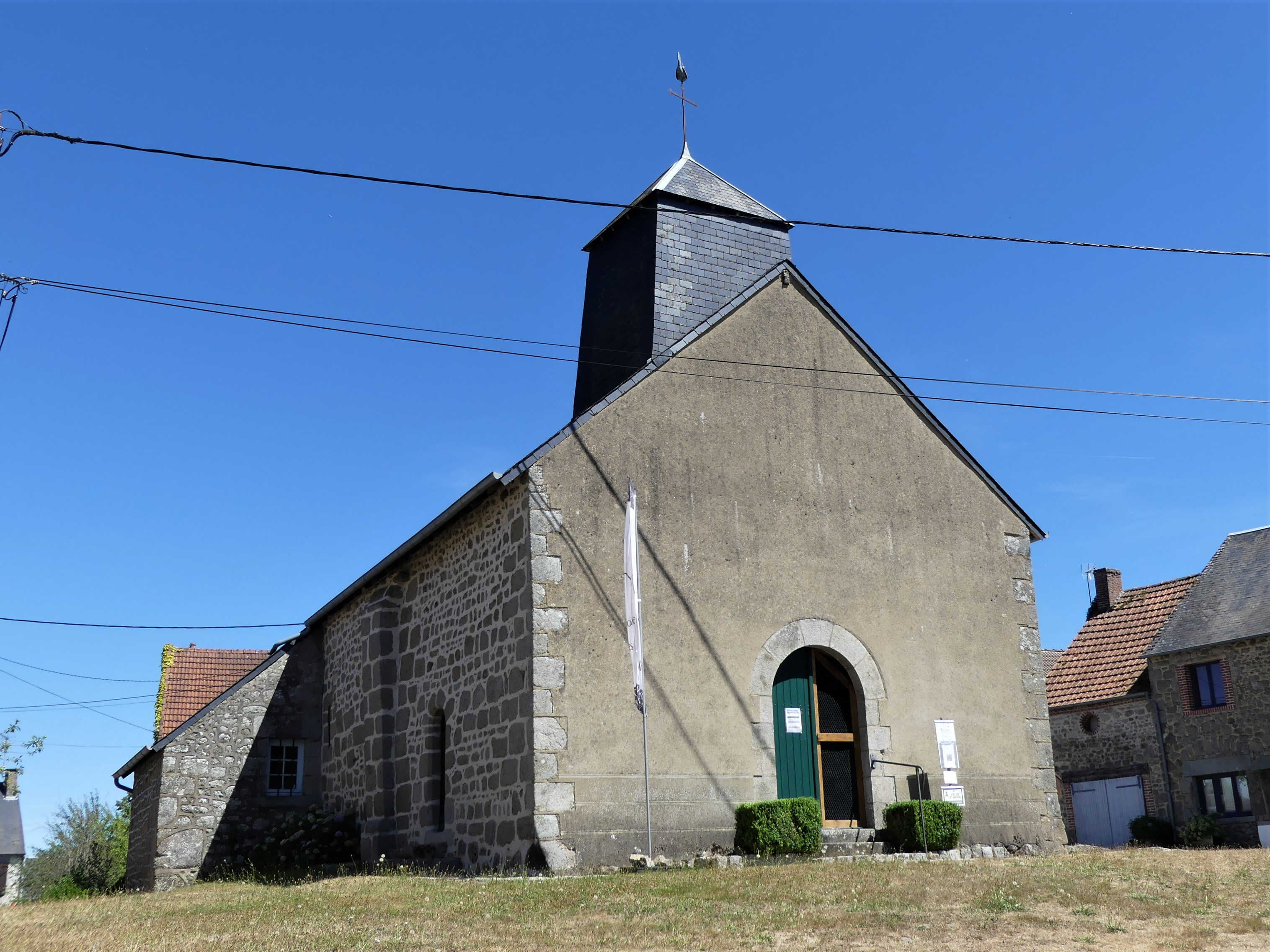
L'église Saint-Michel de la Tour.
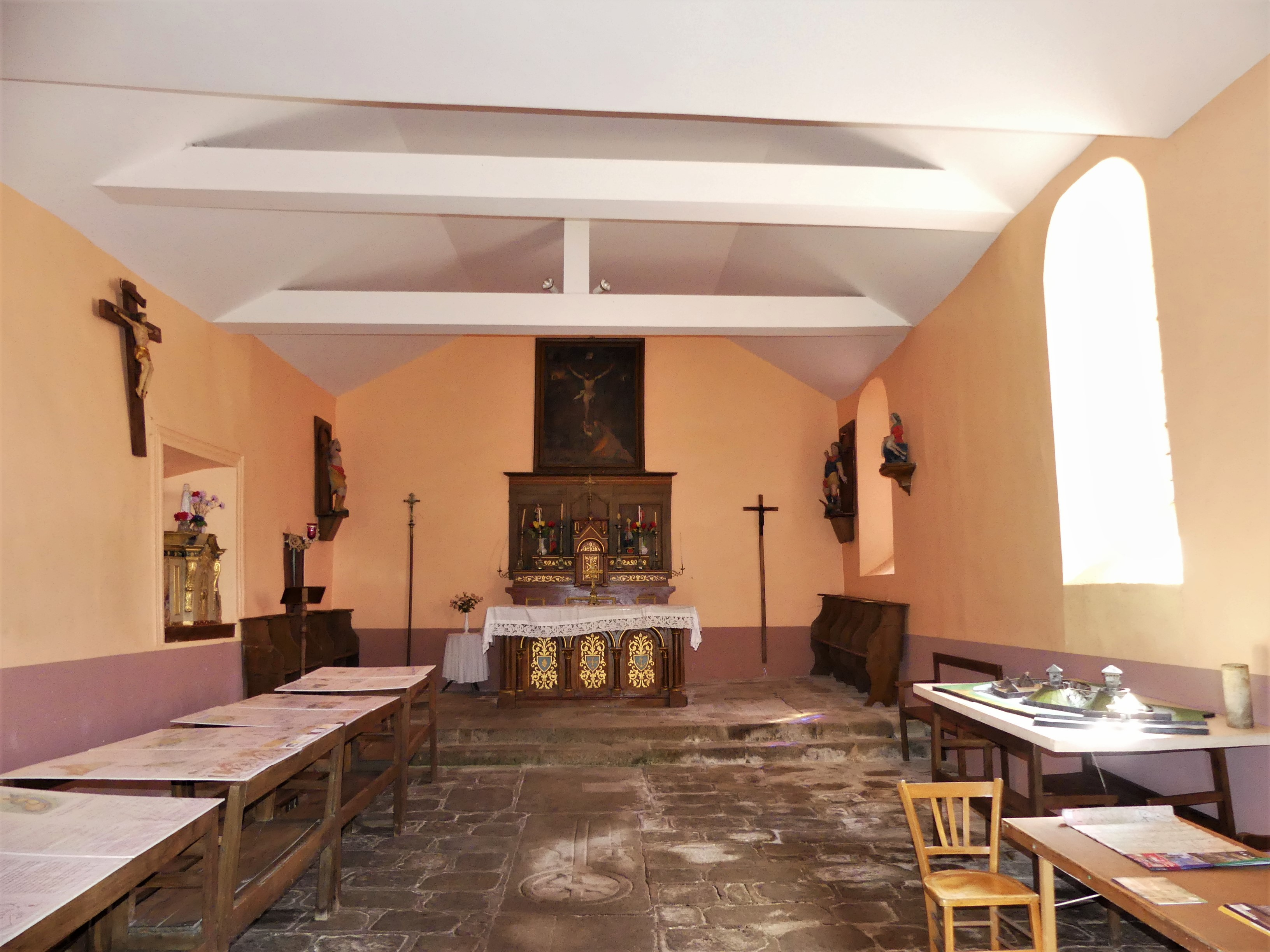
Sa nef
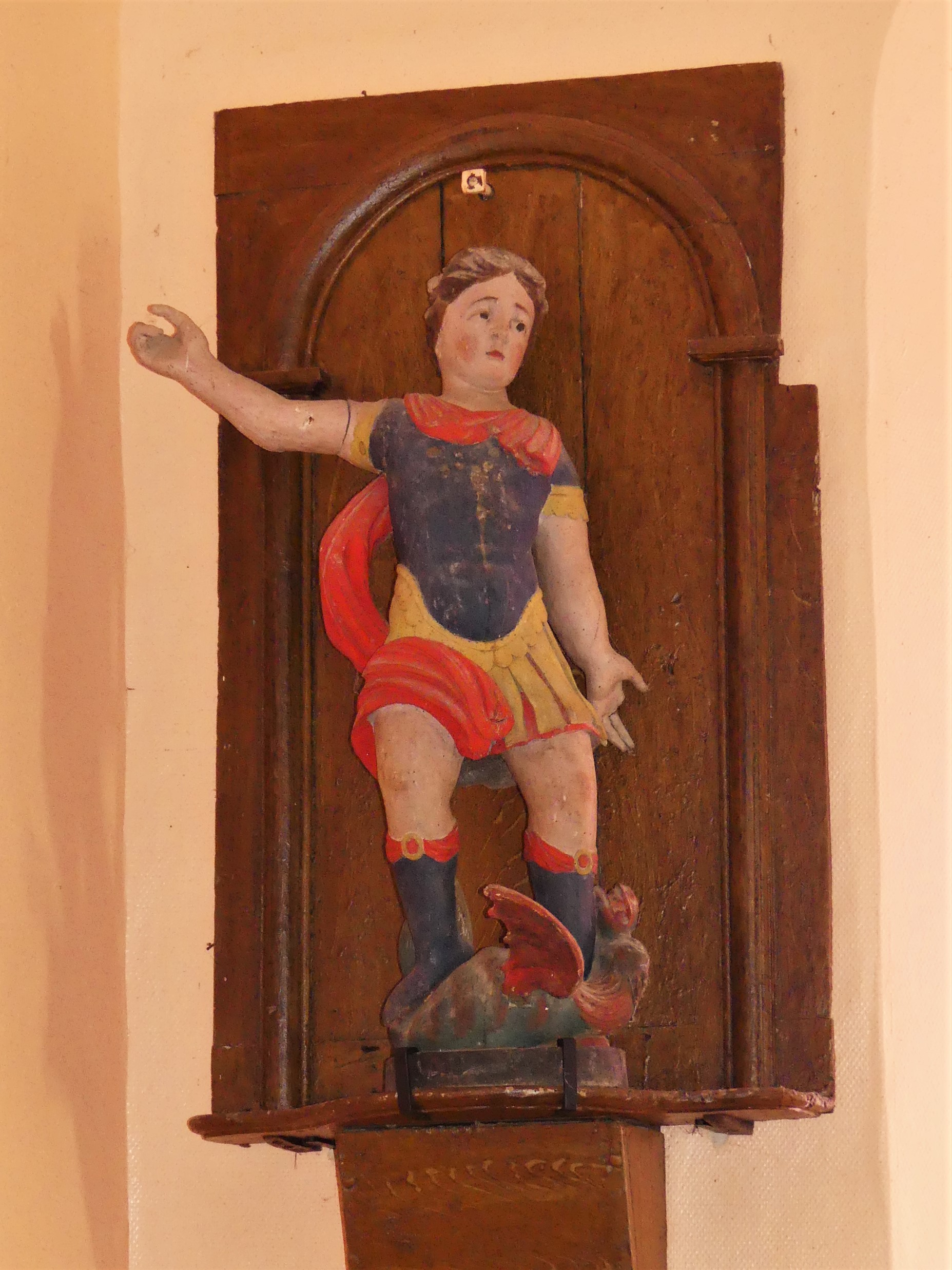
La statue de saint Michel terrassant le démon.
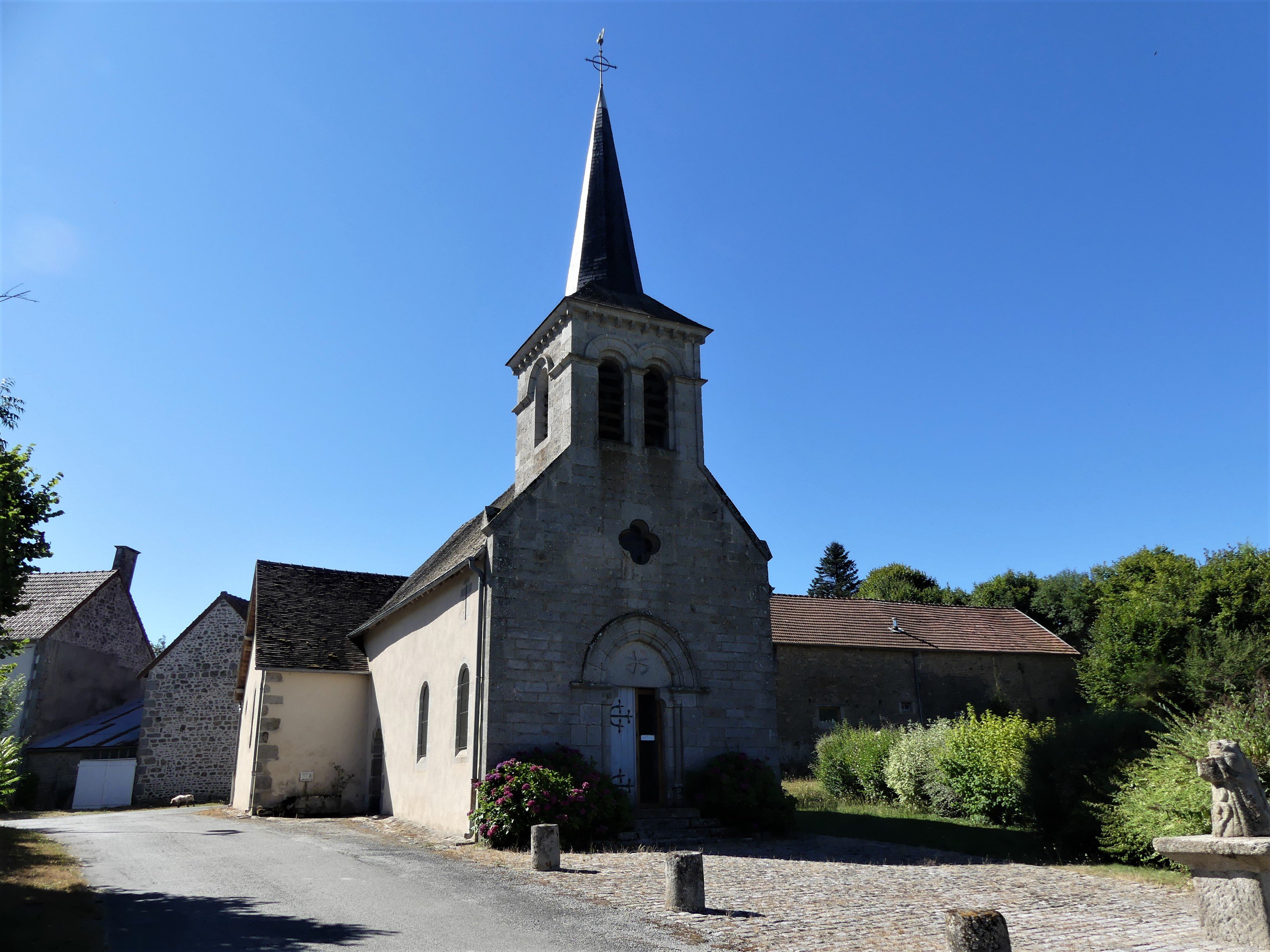
L'église Saint-Dizier-et-Saint-Blaise.
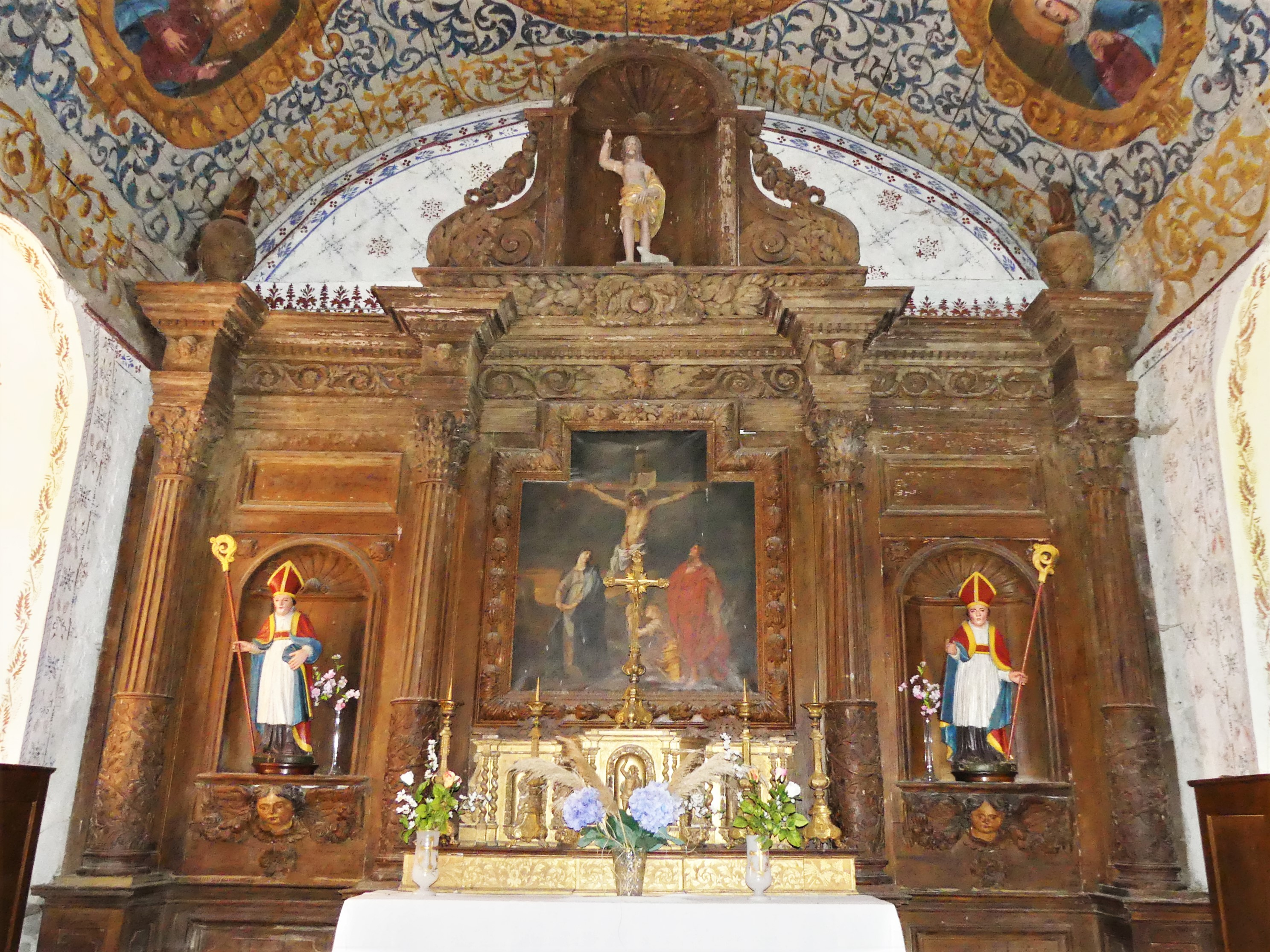
Le retable du maître-autel.
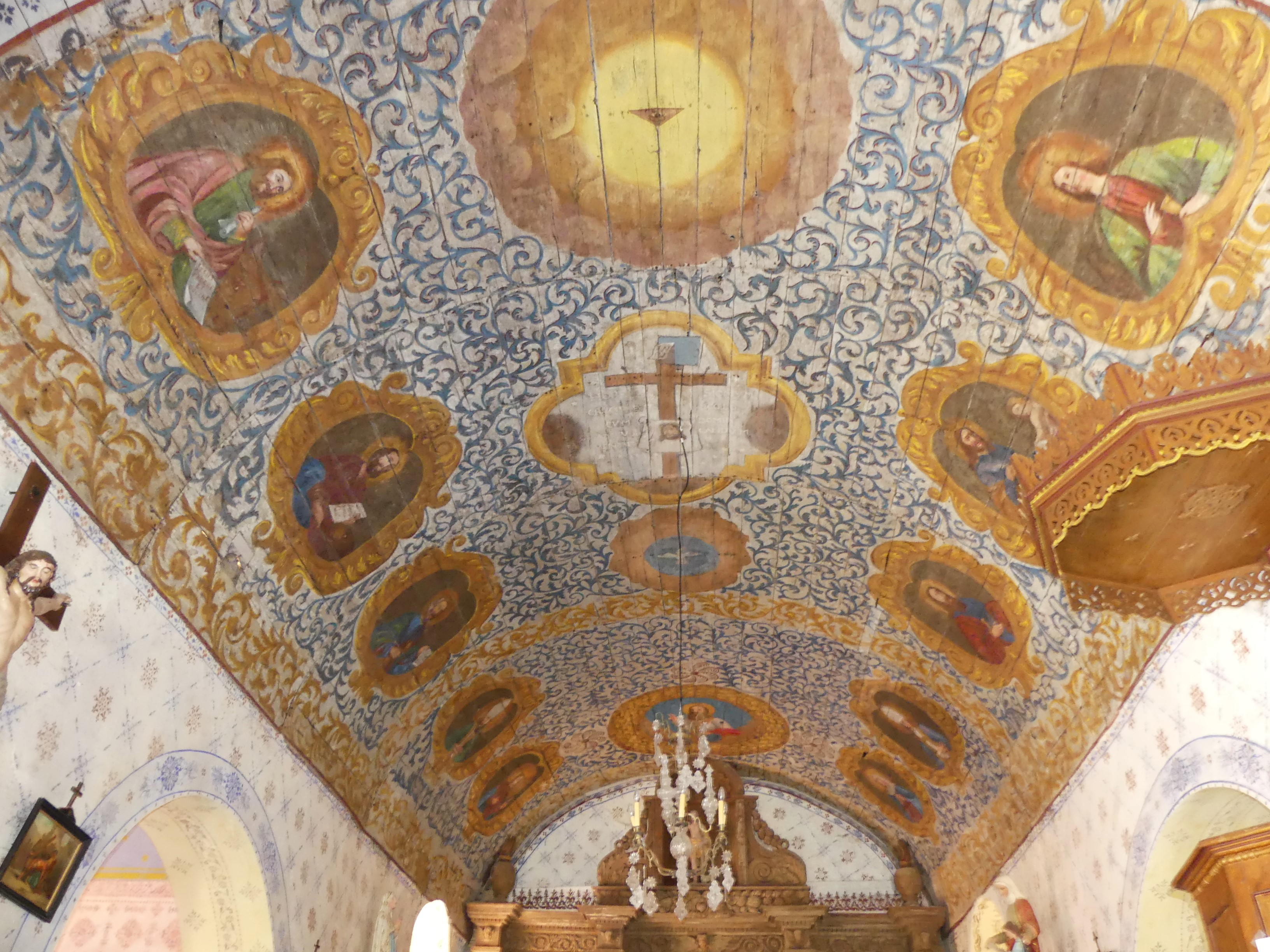
Le plafond peint.
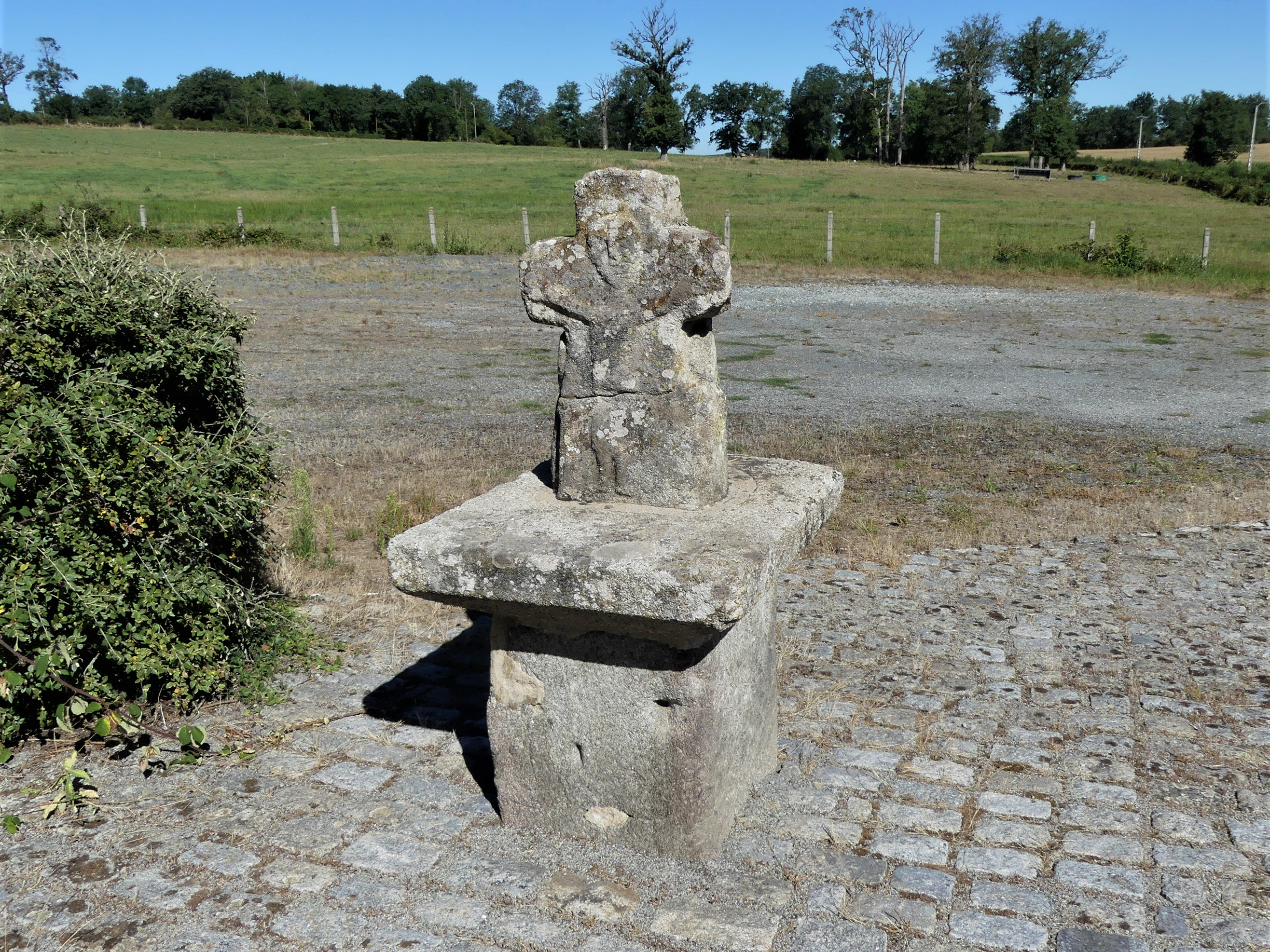
La croix de parvis.